# Huraba (Angkola Timur)
Huraba is een bestuurslaag in het regentschap Tapanuli Selatan van de provincie Noord-Sumatra, Indonesië. Huraba telt 1660 inwoners (volkstelling 2010).